# SN 2005ex
SN 2005ex – supernowa typu Ia odkryta 3 września 2005 roku w galaktyce A014151-0052. W momencie odkrycia miała maksymalną jasność 19,20m.